# Chrysochamela draboides
Chrysochamela draboides là một loài thực vật có hoa trong họ Cải. Loài này được Woronow mô tả khoa học đầu tiên năm 1931.